# Квинт Лутаций Катул (консул 220 пр.н.е.)
Вижте пояснителната страница за други личности с името Квинт Лутаций Катул.
Квинт Лутаций Катул (на латински: Caius Lutatius Catulus) e политик на Римската република от 3 век пр.н.е. и вероятно син на Гай Лутаций Катул (консул 242 пр.н.е.). През 220 пр.н.е. той е консул заедно с Луций Ветурий Филон.
1. ↑  C. Lutatius (5) C. f. C. n. Catulus //   Посетен на 10 юни 2021 г.
2. ↑  765 //   Посетен на 10 юни 2021 г.